# Hyginus Kim Hee-jong
Hyginus Kim Hee-jong (김희중 히지노?) (Mokpo, 21 febbraio 1947) è un arcivescovo cattolico sudcoreano, dal 19 novembre 2022 arcivescovo emerito di Gwangju.

## Biografia
Hyginus Kim Hee-jong è nato a Mokpo il 21 febbraio 1947  in una famiglia povera e molto religiosa.

### Formazione e ministero sacerdotale
Nel febbraio del 1966 si è diplomato nella scuola superiore salesiana di Gwangju. Ha studiato al seminario teologico di Daegeon e nel luglio del 1975 ha conseguito il Master of Theology presso l'Università Teologica di Daegeon. Nel giugno del 1986 ha ottenuto il dottorato in storia della Chiesa presso la Pontificia Università Gregoriana.
Il 5 luglio 1975 è stato ordinato presbitero per l'arcidiocesi di Gwangju. In seguito è stato vicario parrocchiale a Mokpo dal luglio del 1975 al gennaio del 1976. Nel settembre del 1976 è stato inviato a Roma per studi. Tornato in patria è stato professore nel seminario interdiocesano di Gwangju dal febbraio del 1983 al gennaio del 2002; economo dello stesso; vice-cancelliere arcivescovile e membro del collegio dei consultori; parroco di Geumho-dong dal febbraio del 2002 al luglio del 2003 e direttore del Centro di storia della Chiesa.

### Ministero episcopale
Il 9 luglio 2003 papa Giovanni Paolo II lo ha nominato vescovo ausiliare di Gwangju e titolare di Corniculana. Ha ricevuto l'ordinazione episcopale il 18 agosto successivo  dall'arcivescovo metropolita di Gwangju Andreas Choi Chang-mou, co-consacranti l'arcivescovo emerito di Gwangju Victorinus Youn Kong-hi e il vescovo di Cheju Peter Kang U-il. Dall'agosto del 2003 al 25 marzo 2010 è stato vicario generale dell'arcidiocesi.
Nel novembre del 2007 ha compiuto la visita ad limina.
Il 20 novembre 2007 papa Benedetto XVI lo ha nominato membro del Pontificio consiglio per il dialogo interreligioso.
Il 10 luglio 2009 papa Benedetto XVI lo ha nominato arcivescovo coadiutore di Gwangju. Il 25 marzo 2010 è succeduto alla medesima sede. Ha preso possesso dell'arcidiocesi il 30 aprile successivo. Il 29 giugno 2010 il papa gli ha imposto il pallio, simbolo degli arcivescovi metropoliti, durante una celebrazione svoltasi nella basilica di San Pietro in Vaticano.
Nel marzo del 2015 ha compiuto una seconda visita ad limina.
In seno alla Conferenza dei vescovi cattolici di Corea è presidente del comitato per l'ecumenismo e il dialogo interreligioso dal 14 ottobre 2004; membro del comitato speciale per la promozione delle beatificazioni e delle canonizzazioni dal 16 ottobre 2008; membro del comitato speciale per la riconciliazione nazionale dal 25 marzo 2010; membro del comitato speciale per nazionalizzazione della Chiesa dal 25 marzo 2010; membro del comitato per la dottrina dal 9 marzo 2015 e membro del comitato per il clero. In precedenza è stato membro del comitato per la dottrina dal 14 ottobre 2004 al 10 marzo 2010; revisore dei conti del Consiglio centrale dei cattolici in Corea dal 13 ottobre 2009 al 12 ottobre 2011; presidente del comitato per la dottrina dal 10 marzo 2010 al 9 marzo 2015; membro del comitato permanente dal 12 ottobre 2011 al 30 ottobre 2014; presidente della Conferenza episcopale e del Consiglio centrale dei cattolici in Corea dal 30 ottobre 2014 al 14 ottobre 2020 e responsabile dell'Istituto di ricerca pastorale cattolica coreana e del centro di formazione "Emmaus" dal 22 marzo 2017 al 14 ottobre 2020.
In seno alla Federazione delle conferenze episcopali dell'Asia è presidente del comitato per l'unità dei cristiani e il dialogo interreligioso dal 1º gennaio 2019. In precedenza è stato membro dello stesso dall'ottobre del 2006 al 1º gennaio 2019 e rappresentante regionale in Asia orientale dal 1º gennaio 2019 al 2020.
Il 19 novembre 2022 papa Francesco ha accolto la sua rinuncia, presentata per raggiunti limiti di età, al governo pastorale dell'arcidiocesi di Gwangju; gli è succeduto Simon Ok Hyun-jjn, fino ad allora vescovo ausiliare della medesima sede.
Oltre al coreano parla cinque lingue: inglese, francese, italiano, latino e greco. Ha praticato il taekwondo, il calcio e il tennistavolo.

## Genealogia episcopale e successione apostolica
La genealogia episcopale è:
- Cardinale Scipione Rebiba
- Cardinale Giulio Antonio Santori
- Cardinale Girolamo Bernerio, O.P.
- Arcivescovo Galeazzo Sanvitale
- Cardinale Ludovico Ludovisi
- Cardinale Luigi Caetani
- Cardinale Ulderico Carpegna
- Cardinale Paluzzo Paluzzi Altieri degli Albertoni
- Papa Benedetto XIII
- Papa Benedetto XIV
- Papa Clemente XIII
- Cardinale Marcantonio Colonna
- Cardinale Giacinto Sigismondo Gerdil, B.
- Cardinale Giulio Maria della Somaglia
- Cardinale Carlo Odescalchi, S.I.
- Cardinale Costantino Patrizi Naro
- Cardinale Lucido Maria Parocchi
- Papa Pio X
- Cardinale Gaetano De Lai
- Cardinale Raffaele Carlo Rossi, O.C.D.
- Cardinale Amleto Giovanni Cicognani
- Arcivescovo Antonio del Giudice
- Cardinale Stephen Kim Sou-hwan
- Arcivescovo Andreas Choi Chang-mou
- Arcivescovo Hyginus Kim Hee-jong

La successione apostolica è:
- Arcivescovo Simon Ok Hyun-jjn (2011)